# Medetera potomac
Medetera potomac är en tvåvingeart som beskrevs av Daniel J. Bickel 1985. Medetera potomac ingår i släktet Medetera och familjen styltflugor.
Artens utbredningsområde är District of Columbia. Inga underarter finns listade i Catalogue of Life.